# Шарагайское муниципальное образование
Шарагайское муниципальное образование — муниципальное образование со статусом сельского поселения в Балаганском районе Иркутской области России.
Административный центр — посёлок Шарагай.

## Население
| 2010 | 2011 | 2012 | 2013 | 2014 | 2015 | 2016 |
| ---- | ---- | ---- | ---- | ---- | ---- | ---- |
| 547  | →547 | ↘540 | ↘529 | ↘528 | ↘520 | ↗525 |
| 2017 |      |      |      |      |      |      |
| ↘522 |      |      |      |      |      |      |

По результатам Всероссийской переписи населения 2010 года
численность населения муниципального образования составила 547 человек, в том числе 259 мужчин и 288 женщин.